# Onthophagus hamaticornis
Onthophagus hamaticornis är en skalbaggsart som beskrevs av Gillet 1930. Onthophagus hamaticornis ingår i släktet Onthophagus och familjen bladhorningar. Inga underarter finns listade i Catalogue of Life.